# メアリー＝クレア・キング
メアリー＝クレア・キング（Mary-Claire King, 1946年2月27日 - ）は、アメリカ合衆国の生物学者。ワシントン大学教授（遺伝学、進化生物学）。 1973年にはチンパンジーとヒトの遺伝物質が約99%同一であることを発見し、1990年にはヒト17番染色体の長腕にがん抑制遺伝子のBRCA1が存在することを発見した。

## 来歴
イリノイ州エバンストン出身。カールトン・カレッジで数学を学び1966年に卒業、カリフォルニア大学バークレー校で遺伝学を学び、1973年に博士号を取得した。1974年からカリフォルニア大学サンフランシスコ校の助教授となり、1980年にバークレー校の准教授となった。1995年から現職。アムネスティ・インターナショナルなどにも参加し、国際的な人権活動家としても知られる。

## 受賞歴
- 2004年 - グルーバー賞 遺伝学部門
- 2006年 - ハイネケン賞
- 2006年 - ワイツマン女性科学賞
- 2010年 - パール・マイスター・グリーンガード賞
- 2013年 - パウル・エールリヒ&ルートヴィヒ・ダルムシュテッター賞
- 2014年 - ラスカー・コシュランド医学特別業績賞
- 2015年 - アメリカ国家科学賞
- 2018年 - ショウ賞 生命科学および医学部門
- 2018年 - ダン・デイヴィッド賞
- 2018年 - プリンス・マヒドール賞
- 2018年 - ベンジャミン・フランクリン・メダル
- 2018年 - メンデル・メダル
- 2020年 - ウィリアム・アラン賞
- 2021年 - ガードナー国際賞
- 2022年 - クラリベイト引用栄誉賞
- 2022年 - ウォーレン賞
- 2025年 - 公共福祉メダル、アストゥリアス王女賞学術・技術研究部門

## 名誉学位
- 1992年 - カールトン・カレッジ
- 1994年 - スミス大学
- 1995年 - バード大学 名誉博士号
- 2003年 - ハーバード大学 名誉博士号
- 2003年 - コロンビア大学 名誉博士号
- 2005年 - ブラウン大学
- 2007年 - イェール大学
- 2008年 - プリンストン大学
- 2008年 - テルアビブ大学
- 2016年 - 香港大学
- 2018年 - ブリティッシュコロンビア大学 名誉博士号
- 2019年 - ウィリアムズ大学 名誉博士号

## 参照
- Website
- Mary-Claire King
- University of Washington